# Chelonus deogiri
Chelonus deogiri är en stekelart som beskrevs av Kurhade och Nikam 1994. Chelonus deogiri ingår i släktet Chelonus och familjen bracksteklar. Inga underarter finns listade i Catalogue of Life.